# Limonium platyphyllum
Limonium platyphyllum är en triftväxtart som beskrevs av Igor Alexandrovich Linczevski. Limonium platyphyllum ingår i släktet rispar, och familjen triftväxter. Inga underarter finns listade i Catalogue of Life.